# Mau Rakau

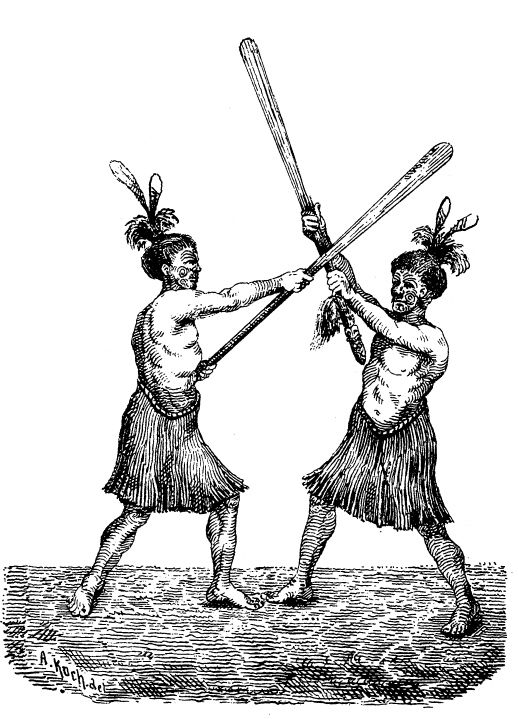
Taiaha.

El Mau Rakau (cuyo significando es agarrar una arma), es un arte marcial tradicional maorí neozelandés que se desarrolló antes de que las armas de fuego llegaran a Nueva Zelanda.
Es un sistema de lucha y combate con armas, empleadas por los guerreros de la época con el objetivo de defenderse de hombres y animales. 
El sistema consiste en el manejo de las armas y del combate practicado como un rito ceremonial y religioso.
El Mau Rakau no se encuentra muy bien documentado ya que su transmisión ha sido oral. El entrenamiento comenzaba con los niños a muy temprana edad a través de un juego hecho con palos que les permitía familiarizarse con el manejo de las armas que después usarían en su adultez. Se lo ha mencionado recientemente en la película jinete de ballena (título original en inglés: Whale Rider).